# Dorfkirche Pehritzsch

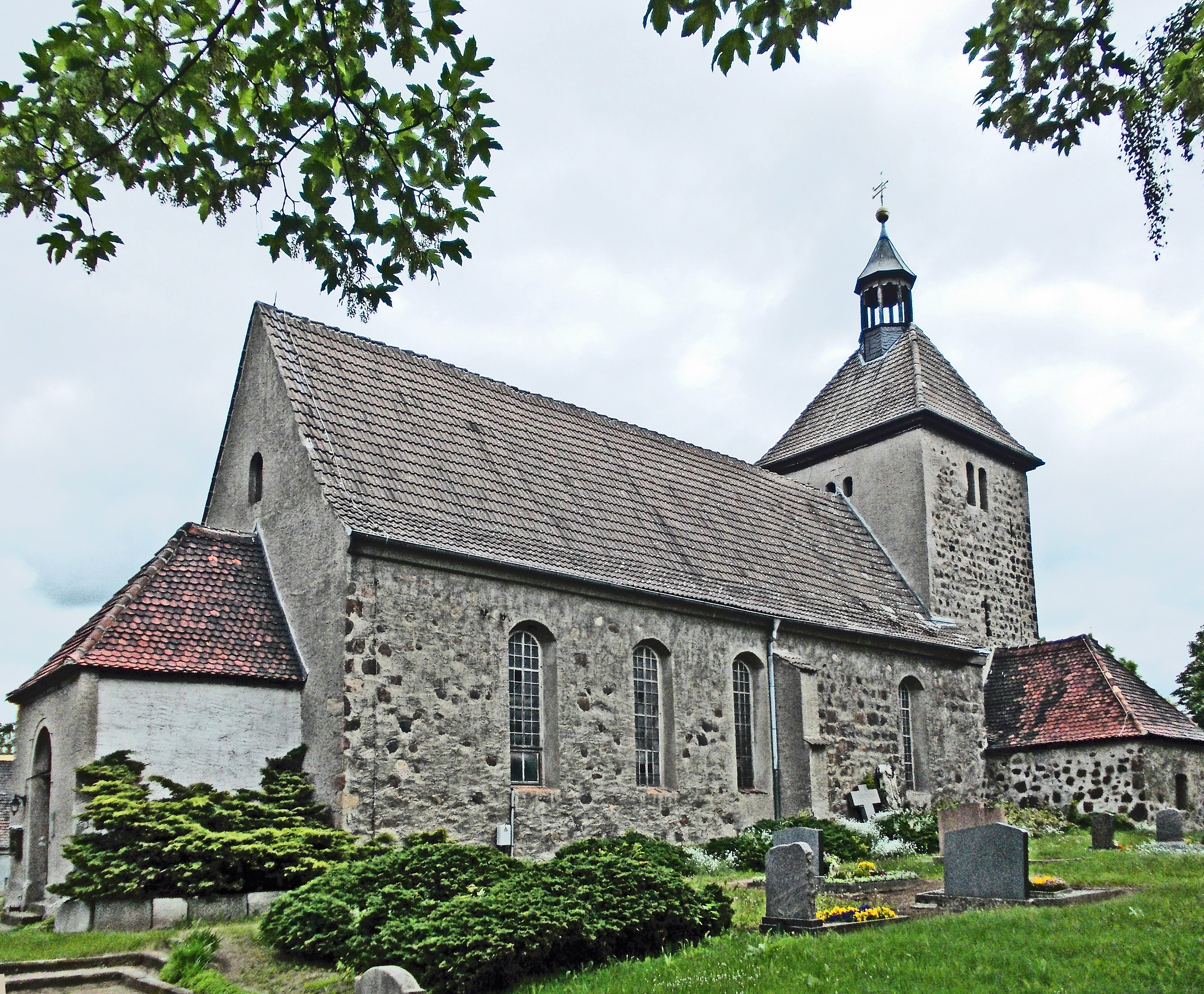
Dorfkirche Pehritzsch (2013)

Die evangelische Dorfkirche Pehritzsch im Jesewitzer Ortsteil Pehritzsch im Landkreis Nordsachsen gehört zum Pfarrbereich Krostitz im Kirchenkreis Torgau-Delitzsch der Evangelischen Kirche in Mitteldeutschland. Sie steht zusammen mit dem sie umgebenden Friedhof unter Denkmalschutz.

## Beschreibung
Die Saalkirche mit einer Gesamtlänge von 30 Metern und einer Breite von 9 Metern ist ein teilweise verputzter Bruchsteinbau mit einem wuchtigen Turm im Osten (Chorturmkirche). An dessen Ecken und am vorderen Langhaus befinden sich gestufte Strebepfeiler. Den Turm mit Walmdach krönt eine barocke Laterne mit Turmknopf und Wetterfahne. Dem Langhaus mit Satteldach und Rundbogenfenstern ist im Westen eine kleine Eingangsvorhalle angefügt. Die Sakristei ist an der Südseite des Turmes angesetzt.
Der Kirchensaal besitzt eine Kassettendecke mit barocker beiger Rankenmalerei. An drei Seiten befinden sich Emporen von denen die beiden Längsseiten Akanthusornamente in hellem Grau aufweisen. Die Schmalseite vor der Orgel wird durch einen Schmuckzaun abgeschlossen. An der östlichen Seite des Saales befindet sich ein schmaler schlichter Kanzelaltar, der über den Turm begehbar ist.

## Geschichte
Die Kirche geht auf einen romanischen Bau aus der ersten Hälfte des 13. Jahrhunderts zurück, ehemals eine echte Chorturmkirche mit dem Chorbereich im Erdgeschoss des Turmes und einer anschließenden Apsis.
Im ersten Viertel des 18. Jahrhunderts erfolgten größere Umbauten. Der Kanzelaltar wurde eingebaut. Dazu wurde der Triumphbogen zwischen Saal und Chor zugemauert, was von der Turmseite her noch zu erkennen ist. Die nun bedeutungslose Apsis wurde abgerissen, das Kirchenschiff nach Westen verlängert, eine Patronatsloge eingebaut, die 1950 wieder abgebrochen wurde, und die Emporen wurden errichtet. Bereits 1687 hatte die Kirche eine Orgel erhalten, die 1768 durch Johann Ernst Hähnel (1697–1777) und 1860 durch Conrad Geißler (1825–1897) erweitert wurde.
Nach 1990 folgte die Sanierung der Kirche in mehreren Schritten, die von verschiedenen Seiten finanziell unterstützt wurden, so unter anderem von der Deutschen Stiftung Denkmalschutz und der Stiftung zur Bewahrung kirchlicher Baudenkmäler in Deutschland (Stiftung KiBa).